# Al Smith
Alfred Emanuel Smith (30 de desembre de 1873 - 4 d'octubre de 1944), conegut com a Alfred E. Smith o  Al Smith, fou un polític estatunidenc.
De família italiana i irlandesa, va ser xèrif i governador de l'estat de Nova York i el primer catòlic candidat del Partit Demòcrata a la presidència dels Estats Units.

## Primers anys
Fill d'Alfred Emanuele Ferraro i Catherine Mulvihill, va créixer al carrer Oliver de multiètnic barri de Lower East Side, Manhattan (Nova York). Els seus avis eren d'ascendència irlandesa, alemanya, italiana i anglesa, però Smith, un devot catòlic, es va identificar amb la comunitat catòlica irlandesa i es va convertir en el seu portaveu i líder cap a 1920. Tenia tretze anys quan el seu pare, Alfred, un veterà de la guerra civil, propietari d'una petita empresa de camions, va morir. Amb catorze anys es va veure obligat a deixar els seus estudis a l'escola parroquial, la St. James School, per ajudar a mantenir la família. No va cursar estudis de secundària ni d'educació superior; deia que havia après tot el que sabia sobre les persones estudiant al Fulton Fish Market, un treball pel qual li pagaven 12 dòlars setmanals. El 6 de maig de 1900, Alfred Smith es va casar amb Catherine A. Dunn, amb la qual va tenir 5 fills.

## Carrera política
En la seva carrera política, emfatitzava els seus orígens humils, s'identificava amb els immigrants, i es veia com un home del poble.
El seu primer càrrec polític va ser com a empleat en una oficina del Comissionat del Jurat el 1895. En 1903 va ser triat membre de l'Assemblea de l'Estat de Nova York. Va ocupar el càrrec de vicepresident de la comissió designada per investigar les condicions de la fàbrica després que cent treballadors morissin en el desastre a l'incendi de la fàbrica Triangle el 1911. Smith va posar en marxa una croada contra les condicions perilloses i antihigièniques dels llocs de treball i va defensar la legislació correctiva. El 1911 els demòcrates van obtenir la majoria a l'assemblea estatal, i Smith va ser triat president del Ways and Means Committee. El 1912, després de la pèrdua de la majoria, va ser designat líder de la minoria i posteriorment, speaker (president) de l'Assemblea el 1913, quan els demòcrates van recuperar la majoria en la següent elecció, fins a 1914 en què novament va ser el líder de minoria, en perdre davant els republicans. Va mantenir aquest lloc fins a la seva elecció com a xèrif del comtat de Nova York el 1915.
Des de llavors va liderar el moviment progressista a la ciutat de Nova York i al propi estat. El seu gerent de campanya i ajudant superior era Belle Moskowitz, filla d'immigrants prussians jueus.
A principis de 1918 Smith va ser triat governador de la ciutat de Nova York amb l'ajuda de Charles F. Murphy, que dirigia el Tammany Hall, i de James A. Farley. Va ser el primer ciutadà d'origen irlandès triat governador d'un estat, tot i que no el primer catòlic, honor que correspon a Martin H. Glynn que va ocupar el càrrec a Nova York entre 1913 i 1914, després de l'impeachment del governador William Sulzer.
El 1919 va fer el seu famós discurs "A man as low and mean as I can picture", trencant definitivament amb William Randolph Hearst. L'editor i pediodista Hearst, un notori exponent de la premsa sensacionalista, que era el líder de l'ala més populista del Partit Demòcrata a la ciutat i s'havia aliat amb el Tammany Hall per a l'elecció de l'administració local, va atacar Smith acusant-lo de "privar de menjar a nens" per no reduir el preu de la llet.
Smith va perdre la reelecció en 1920, però va ser reelegit com a governador en 1922, 1924 i 1926. Com a governador es va fer conegut a nivell nacional com un líder progressista que intentava fer al govern més eficient i eficaç en assumptes socials. El seu jove ajudant, Robert Moses, va dissenyar el primer sistema del parc estatals de la nació i va reformar el sistema de la funció pública; Smith més endavant el va nomenar secretari d'estat de Nova York.
Durant el seu mandat a Nova York va reforçar les lleis sobre compensació dels treballadors, pensions de la dona, i sobre el treball infantil i de la dona amb l'ajuda de Frances Perkins, que arribaria a ser la primera dona a arribar al Gabinet en ser nomenada Secretària de Treball pel president Rossvelt.
En la convenció demòcrata de 1924 no va aconseguir la nominació com a candidat a la Presidència dels EUA però va fer avançar la causa de la llibertats civils, censurant la violència racial i el linxament. Roosevelt el va qualificar com "el guerrer feliç del camp de batalla polític."
El 1928 va aconseguir la nominació demòcrata, i fou el primer candidat catòlic d'un dels dos grans partits. Va patir una àmplia derrota davant Herbert Hoover, arrossegat tant pel seu credo religiós com per la seva postura antiprohibicionista, on s'oposava a la Llei Seca. Durant la campanya va ser atacat per grups protestants per ambdós motius. També es va veure perjudicat per la llarga història de corrupció del Tammany Hall, al qual d'alguna manera estava lligat i per la prosperitat econòmica dels feliços anys 20, immediatament anterior a la Gran Depressió.
El periodista Frederick William Wile va resumir les causes de la derrota d'Al Smith en les tres "P": "Prohibició, Prejudicis i Prosperitat".

### Oposició a Roosevelt
Smith fou poc considerat amb Roosevelt durant el seu mandat com a governador. Es van convertir en rivals en la candidatura demòcrata per a les eleccions presidencials del 1932.
A la convenció demòcrata, l'animositat de Smith envers Roosvelt era tan gran que va deixar de banda les seves rivalitats ancestrals i va aconseguir treballar amb William McAdoo i William Randolph Hearst per bloquejar el nomenament de Roosevelt durant diverses rondes de votació. Aquesta improbable coalició col·lapsà quan Smith es va negar a treballar en la recerca d'un candidat de compromís, i en lloc d'això, maniobrà per ser ell mateix candidat. Després de fracassar en la nominació, va donar suport a Roosevelt a contracor durant la campanya presidencial el 1932.
Quan Roosevelt va prosseguir amb les seves polítiques del New Deal, va començar a treballar amb l'oposició. Smith va considerava que el New Deal era una traïció dels ideals progressistes del bon govern i anava contra l'objectiu d'una estreta cooperació amb les empreses. Juntament amb altres personalitats conservadores demòcrates, esdevingué el 1934 el líder de l'American Liberty League, el centre d'oposició política al New Deal de Roosevelt. Smith va donar suport als candidats republicans en les següents eleccions presidencials, Alf Landon el 1936 i Wendell Willkie el 1940.
Tot i que el ressentiment personal era un element en la seva ruptura amb Roosevelt i el seu New Deal, Smith va ser coherent amb les seves creences i polítiques. Finan (2003) assenyala que Smith sempre va creure en la mobilitat social, l'oportunitat econòmica, la tolerància religiosa i l'individualisme.
Curiosament, malgrat les males relacions entre Smith i Roosevelt, Smith es mantingué prop d'Eleanor Roosevelt, que fins i tot el va convidar a quedar-se a la Casa Blanca el 1936, mentre estava a Washington, DC per fer un discurs a la ràdio contra el president. Smith va rebutjar la invitació, però es recordà sovint de la bondat de la Primera Dama.

## Després de la política

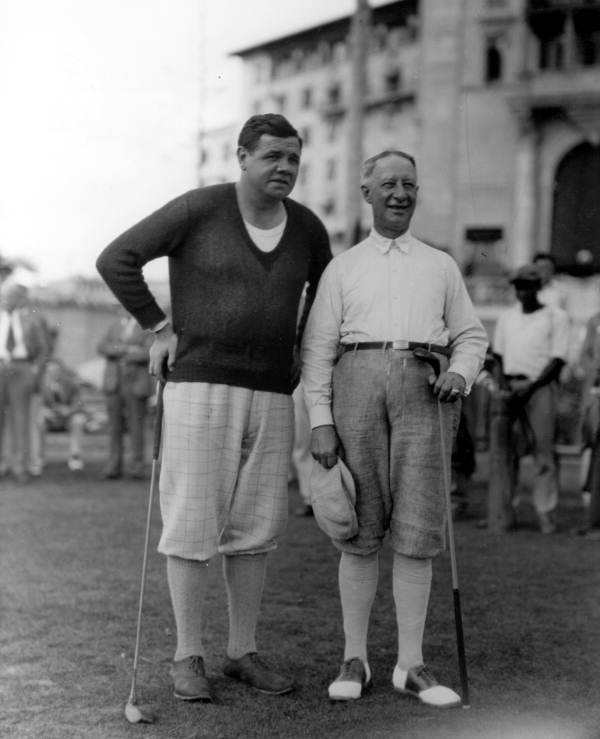
L'estrella del beisbol Babe Ruth i Al Smith jugant a golf a Coral Gables, Florida, el 1930.

Després del seu fracàs en les eleccions presidencials de 1928, Al Smith es va convertir en president de l'Empire State, Inc., l'empresa responsable de construir i administrar l'Empire State Building. La construcció del gratacel va començar simbòlicament el 17 de març de 1930, Diada de Sant Patrici, sota les instruccions de Smith. El seu net va tallar la cinta l'1 de maig del 1931, del que era llavors l'edifici més alt del món, construït en només 13 mesos.
El 1939 fou nomenat camarlenc papal, un dels màxims honors de l'Església concedits als laics pel papa Pius XII.
Smith, com la majoria dels empresaris de Nova York, va recolzar amb entusiasme l'entrada dels Estats Units a la Segona Guerra Mundial, però Roosevelt no li va demanar que exercís cap paper en l'esforç de guerra.
Smith va morir a l'Hospital de l'Institut Rockefeller el 4 d'octubre de 1944 a l'edat de 70 anys.Havia quedat molt afectat per la mort de la seva esposa, a causa d'un càncer, cinc mesos abans. És enterrat al Calvary Cemetery de Queens, Nova York.